# Elvira Becks
Elvira Johanna Maria Becks (Nijmegen, 8 mei 1976) is een Nederlands oud-turnster. Ze nam eenmaal deel aan de Olympische Spelen, maar won bij die gelegenheid geen medailles.
Begin jaren negentig was ze het boegbeeld van het Nederlandse turnen. Uit deze opleving zou later onder andere Verona van de Leur voortkomen.
Ze deed mee aan de Olympische Zomerspelen van 1992 in Barcelona en eindigde hier op de 22e plaats, wat de beste Nederlandse prestatie was sinds Ans van Gerwen in 1972.
Na haar turncarrière speelde ze in de musical Joe. Later ging ze werken bij het Canadese Cirque du Soleil, eerst in het trampolinenummer van de show Alegría. Van 2004 tot 2006 trad ze op in de show Saltimbanco. Hierin deed ze mee in de acts 'Russian Swing', 'Bungee' en 'Chinese Poles'. 
In 2000 kreeg Becks in Mississippi een dochter. De vader van haar dochter is de voormalige turner Alexander Dobrynine.